# Tamara Henderson
Tamara Henderson (* 1982 in Sackville) ist eine kanadische Video- und Installationskünstlerin. Sie lebt und arbeitet in Vancouver.

## Leben und Werk
Henderson studierte an der NSCAD University in Halifax und der Städelschule in Frankfurt am Main. Sie legte den Master of Fine Arts am Royal Institute of Art in Stockholm ab.
Die Künstlerin verfolgt in ihrer Arbeitsweise einen instinktgesteuerten Ansatz. Mittels einer kontinuierlichen Praxis des Schreibens, Zeichnens und Aufzeichnens von Alltagsgegenständen entwickelt sie eine eigenständige Mythologie. Indem Henderson die Muster von Objekten und atmosphärischen Phänomenen festhält und ihr Auftreten in Träumen protokolliert, versucht sie, die konventionellen Kategorien von Bewusstsein zu erweitern.

„Zum Beispiel hat Henderson unter Hypnose Möbel als Kunstwerke geschaffen: Die so entstandenen Stühle sind mit den Adressen der Behandlungsräume der verschiedenen Hypnotiseure beschriftet und verweisen dadurch auf den Prozess ihrer Gestaltung und letztendlich auf das Unbewußte ihrer Schöpferin zurück.“

Tamara Henderson schafft kurze, nicht-erzählerische 16-mm-Filme, die sie manchmal in ihre Installationen integriert.
Tamara Henderson stellte in zahlreichen Museen und Galerien aus. Sie zeigte ihre Arbeiten unter anderem 2017 in der Vancouver Art Gallery, 2016 im Moderna Museet, Stockholm und 2012 auf der dOCUMENTA (13) in Kassel.

## Filme (Auswahl)
- 2012: Bottles under the Influence
- 2013: Accent Grave on Ananas
- 2013: Three Pockets di O Getti
- 2014: Gliding in on a Shrimp Sandwich
- 2014: What’s Up Doc?
- 2018: Out of Body